# تسمم بالميثانول
يحدث تسمم الميثانول عند التعرض للميثانول، وتشمل أعراض التسمم انخفاضاً في مستوى الوعي وضعف القدرة على تنسيق حركات الجسم، قيء، ألم في البطن ورائحة مميزة للنفس، و تعد أعراض ضعف الرؤية من أول الأعراض التي تظهر على الشخص خلال 12 ساعة من بداية التعرض للميثانول، أما الأعراض طويلة المدى فتتمثل بالعمى والفشل الكلوي، ويمكن أن يصاب الشخص بالتسمم والموت حتى لو تناول كميات قليلة من الميثانول.
يحدث تسمم الميثانول غالباً بعد تناول السائل الذي يستخدم لتنظيف زجاج السيارات بشكل غير مقصود أو عمداً بهدف الانتحار، ويمكن أن يحدث التسمم أيضاً عقب استنشاق الأدخنة أو تعرض الجلد للميثانول ولكن بنسبة أقل.
يتم تكسير الميثانول في الجسم إلى الميثانال، حمض الفورميك والفورميت وهذه المركبات هي التي تسبب السمية الأكبر في الجسم.
يمكن تشخيص المريض عن طريق ملاحظة عن طريق فحص الحماض في الدم أو ملاحظة زيادة في الفجوة الأوزمولية ويمكن التأكد من ذلك بشكل مباشر عن طريق فحوص الدم.
لكن هذه الأعراض يمكن أن تتشابه مع أعراض الالتهاب أو التعرض لتسمم بالكحولات أو متلازمة السيروتونين أو الحماض الكيتوني السكري.
يمكن للعلاج المبكر أن يساعد من تحسين حالة المريض ويشمل العلاج المحافظة على وضع المريض واستقرار وظائفه الحيوية ومن ثم استعمال الترياق، والترياق المفضل استعماله في هذه الحالة هو الفومبيزول مع الأيثانول، كما يمكن استخدام طريقة تصفية الدم في حال حدوث ضرر لأحد أعضاء الجسم أو في الحالات الشديدة من الحماض الدموي. يمكن استخدام علاجات أخرى مثل بيكروبونات الصوديوم، حمض الفوليك و الثيامين.
انتشرت ظاهرة التسمم بالميثانول في البلدان النامية نتيجة تناول الكحول الملوث، ففي عام 2013 تم تسجيل 1700 حالة في الولايات المتحدة معظمهم من الذكور والبالغين، وقد تم وصف حالة التسمم بالميثانول بداية 1856.

## الأعراض والعلامات
تشمل بداية أعراض التسمم بالميثانول انخفاضا في وظائف الجهاز العصبي المركزي ، صداع ، دوار، غثيان، فقدان القدرة على تنسيق الحركات وتشوشا، أما الجرعات العالية يمكن أن تحدث فقدانا في الوعي والموت . يحدث التعرض للميثانول أعراضا أقل خطورة من أعراض تناول كمية مشابهة من الإيثانول بداية، ولكن بعد ظهور أول الأعراض يحدث بعدها جملة من الأعراض الأخرى بعد عشر ساعات إلى ثلاثين ساعة من بداية التعرض وتشمل زغللة في البصر أو فقدانا كاملا للرؤية أو حماضا في الدم.
وتحدث هذه الأعراض بسبب تراكم كميات من حمض الفورميك بتراكيز سمية في الدم والتي يمكن أن تتطور إلى الموت بسبب فشل عملية التنفس . 
وتظهر الفحوض الجسدية للمصاب تسارعا في التنفس أما فحوص العين فتظهر توسعا في حدقة العين وزيادة في تدفق الدم إلى القرص البصري واستسقاء في شبكية العين . 

## السبب
يعد الميثانول مركباً ذو سمية عالية على الإنسان عند شربه، فكمية بمقدار 10 مل فقط من الميثانول النقي يمكن أن تتحول في الجسم إلى حمض الفورميك وتسبب بالعمى الدائم أو تخريب العصب البصري، أما كمية بمقدار 15 مل فهي قاتلة . على الرغم من أن متوسط الجرعة القاتلة يبلغ حوالي 100 مل أي ما مقداره 1-2 مل لكل واحد كيلوغرام من وزن الجسم للميثانول النقي . 
ويمكن أن يتم غش الإيثانول وتحويله إلى منتج سام عن طريق إضافة الميثانول إليه ويسمى حينها بالميث أو الميثو . ولكن يجب الانتباه وعدم الخلط بينه ويين مركب الميثأمفيتامين أو الميثادون المعروفة بنفس الاختصار «الميث» في بريطانيا والولايات المتحدة . 

## آلية العمل
يعد الميثانول مركبا ساماً لسببين : أولا، عند دخول الميثانول إلى الجسم بأي طريقة كانت كتناوله بالفم أو استنشاقا أو عن طريق الجلد فإنه يسبب انخفاضاً في وظيفة الجهاز العصبي كما يفعل الإيثانول، وثانياً : عن طريق تحويله إلى حمض الفورميك (الفورميت ) عن طربق الفورمألداهيد باستخدام إنزيم ألدهايد ديهايدروجينيز بشكل كامل يحيث لا يبقى الفورمالألدهيد كما هو بل يتحول كاملاً إلى الفورميت وهو المركب السام الذي يثبط عمل سيتوكروم سي أكسيداز ويسبب نقص التأكسج في الخلايا والحماض الأيضي مسبباً العديد من المشاكل الأيضية الأخرى . 

## العلاج
يمكن علاج تسمم الميثانول بالفومبيزول أو بالإيثانول في حال عدم توفره، والدواءان كلاهما يعمل عن طريق تقليل نشاط أنزيمات نازعة هيدروجين الكحول بطريقة المنافسة المباشرة على الإنزيم . الإيثانول هو المادة الفعالة في المشروبات الكحولية والذي يعمل عن طريق التثبيط المباشر للإنزيم في الكبد بشكل فعال وجعله مشبعاً وبذلك يمنع الميثانول من الارتباط بالإنزيم وإجباره على الخروج عن طريق الكلى دون تحويله إلى حمض الفورميك السام، حينها سيتم تحويل الإيثانول إلى الأسيتالدهيد وهو مركب عضوي أقل سمية، ويمكن استخدام بيكربونات الصوديوم لعلاج الحماض الأيضي أو فلترة الدم لإزالة الميثانول والفورميت من الدم، يمكن إعطاء حمض الفوليك أو حمض الفولينيك لتحسين أيض الفورميت . 

## تاريخ
يوجد بعض الحالات المقاومة للميثانول كالشخص المدعو مايك مالوي الذي حاول وفشل بعملية التسميم بالميثانول بداية 1930 . 
في ديسمبر 2016 توفي مالا يقل عن 75 شخصا في روسيا تسمماً بالميثانول بعد تناولهم لغسول للجسم ادعي أنه الإيثانول ولكنه كان يحوي الميثانول، حيث كانت تستخدم غسولات الجسم كبديل للفودكا الغالية الثمن في المناطق الفقيرة بالرغم من كتابة تحذيرات على زجاجات الغسولات تنص على أنه غير آمن للشرب . 